# حزم المدهر (القطن)
'

تعديل مصدري - تعديل

حزم المدهر هي إحدى قرى عزلة القطن بمديرية القطن التابعة لمحافظة حضرموت، بلغ تعداد سكانها 372 نسمة حسب تعداد اليمن لعام 2004.